# Kinesisk trädgårdskonst

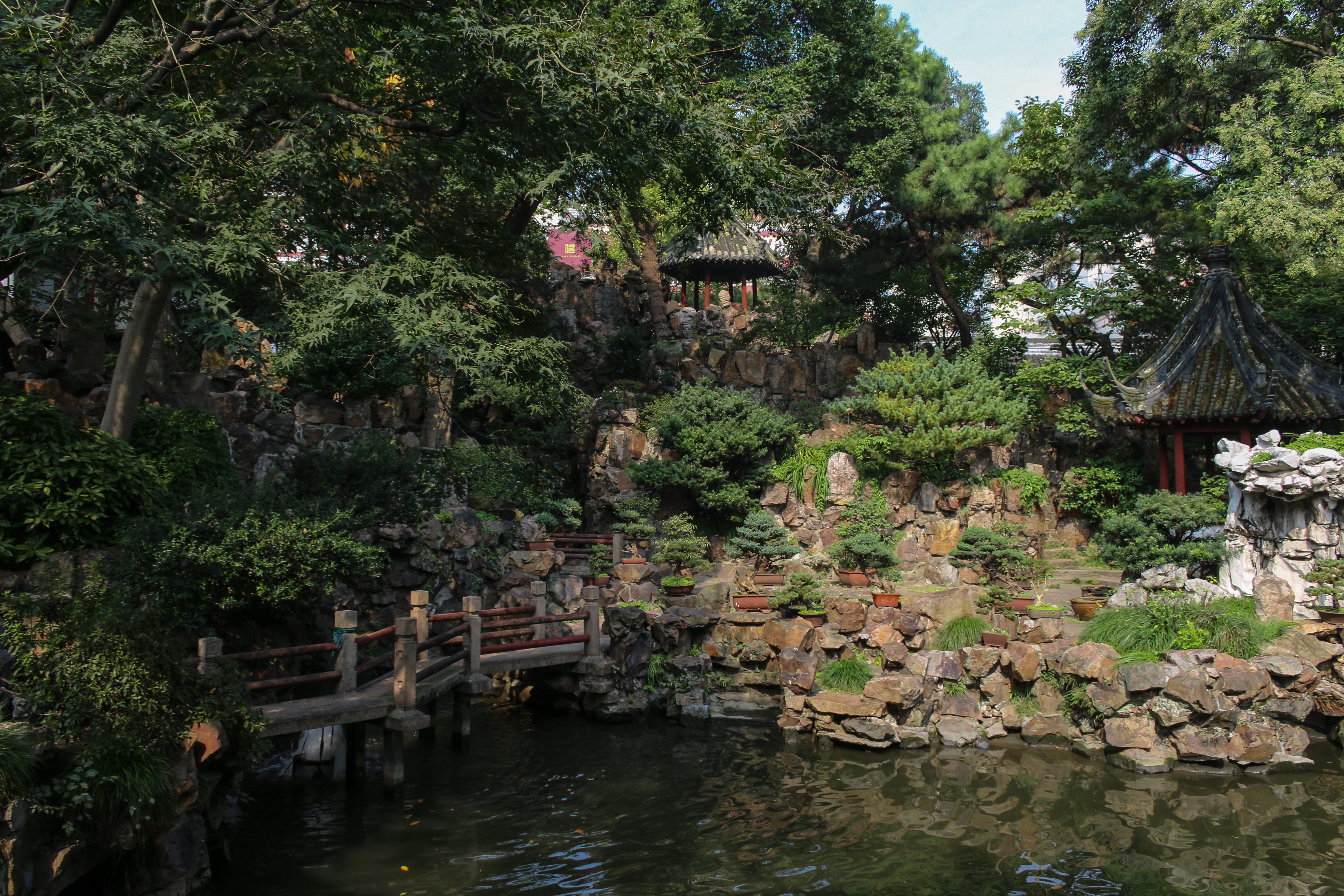
Yu trädgården i Shanghai.

Den kinesiska trädgårdskonsten har en lång tradition. Parker som skapades under Mingdynastin och Qingdynastin mellan 1368 och 1644 respektive 1644 och 1911 för Kinas kejsare finns fortfarande kvar.
Regenterna använde sina parker för förströelser, som platser för festligheter eller som jaktmarker. Även rådsherrar och vetenskapspersoner hade trädgårdar vid sina bostäder. Betydande exempel är Liu trädgården (Trädgården för reträtt och reflektion), Den ödmjuke ämbetsmannens trädgård och Trädgården för nätets mästare i staden Suzhou (alla del av världsarvet de klassiska trädgårdarna i Suzhou). Vid samhällens utkanter uppkom landskapsparker där naturen och kulturella byggnader bildar en enhet. Ett exempel är daoismens fem heliga berg och buddhismens fyra heliga berg som pryddes med flera tempelbyggnader. En annan form var trädgårdar som skapades omkring bestående tempel eller kloster. Bland dessa finns parken vid Jietaitempeln i Peking, parken vid Jincitempeln i Taiyuan och parken vid Lingyinklostret nära Hangzhou.
Trädgårdarnas skapare hade målet att parkerna ger en poetisk känsla, att de har en påtänkt symbolism eller att de kan betraktas som metafor. Den kinesiska trädgårdskonsten var en inspiration för trädgårdar på Koreahalvön och i Japan. Från och med 1699 skapades även i Europa trädgårdar i kinesisk stil. Dessförinnan var parker som följde geometriska former vanliga.

## Ursprung
Kinesiska trädgårdar har sitt ursprung i viltinhägnader för landets kejsare som redan är dokumenterade för 2100-talet före Kristus. Under Shangdynastin byggdes i dessa områden observatorier som var stora konstruktioner. För ett observatorium angavs en diameter av 1500 meter och en höjd av 330 meter, som troligen var en överdrift. Antagligen byggdes för kejsare som regerade fram till 187 f.Kr. flera stora trädgårdar. I alla fall är palats med en längd av 1100 meter och en bredd av 400 meter dokumenterade. Uppförandet av en stor park (Skogsparken) under Handynastin söder om Chang'an är beskriven i olika verk. I parken fanns åtta floder, en konstgjord sjö där militären övade sjöslag, 12 palatskomplex, ett flertal broar och banor för hundkapplöpning. Här etablerades plantskolor för blommor, popplar, viden, fruktträd och prydnadsträd. I ett verk från epoken beskrivs parkens storlek så här: ”i södra delen var växtligheten under vintern fortfarande yppig och vid nordligaste punkten fryser sten och ben under sommaren.” Tre öar i sjön symboliserade odödligheten. Samma symbol (tre öar eller tre kullar) återfinns i nyare kinesiska trädgårdar.